# Емельяновский район
Емелья́новский райо́н — административно-территориальная единица (район) и муниципальное образование (муниципальный район) в центральной части Красноярского края России.
Районный центр — посёлок городского типа Емельяново.

## География
Емельяновский район расположен в пригородной зоне, к западу от города Красноярска. Площадь территории — 7440 км².
Сопредельные территории:
- север: Большемуртинский район
- северо-восток: Сухобузимский район
- восток: Берёзовский район и город Красноярск
- юго-восток: город Дивногорск
- юг: Балахтинский район
- запад: Козульский и Бирилюсский районы Красноярского края

## История
В 1921 году был образован Емельяновский сельский совет, а в 1936 году, согласно Указу Президиума Верховного Совета РСФСР — Емельяновский район, в состав которого вошли двадцать три сельских совета отошедших от Красноярского района и три от Сухобузимского.
В 1983 году из Емельяновского района был выделен Берёзовский район.

## Население
| 1970    | 1979    | 1989    | 2002    | 2006    | 2009    |
| ------- | ------- | ------- | ------- | ------- | ------- |
| 35 067  | ↗38 127 | ↗48 375 | ↘45 656 | →45 656 | ↗46 364 |
| 2010    | 2011    | 2012    | 2013    | 2014    | 2015    |
| ↗50 998 | ↘46 425 | ↗46 961 | ↗47 486 | ↗47 845 | ↘47 706 |
| 2016    | 2017    | 2018    | 2019    |         |         |
| ↗48 134 | ↗48 640 | ↗50 799 | ↗53 819 |         |         |

Летом к основному населению района добавляется около ста тысяч дачников из Красноярска.

### Урбанизация
В городских условиях (пгт Емельяново) проживают 29,08 % населения района.

## Территориальное устройство
В рамках административно-территориального устройства район включает 14 административно-территориальных единиц: 2 посёлка городского типа и 12 сельсоветов.
В рамках муниципального устройства, в муниципальный район входят 13 муниципальных образований — 1 городское и 12 сельских поселений.
| №        | Муниципальное образование  | Административный центр     | Количество населённых пунктов | Население | Площадь, км2 |
| -------- | -------------------------- | -------------------------- | ----------------------------- | --------- | ------------ |
| 1e-06    | Городское поселение        |                            |                               |           |              |
| 1        | посёлок Емельяново         | рабочий посёлок Емельяново | 7                             | ↗17 944   | 366,40       |
| 1.000002 | Сельские поселения         |                            |                               |           |              |
| 2        | Гаревский сельсовет        | посёлок Гаревое            | 2                             | ↘653      | 595,27       |
| 3        | Еловский сельсовет         | село Еловое                | 2                             | ↘1503     | 60,54        |
| 4        | Зеледеевский сельсовет     | посёлок Зеледеево          | 4                             | ↘669      | 1250,04      |
| 5        | Мининский сельсовет        | посёлок Минино             | 3                             | ↗2571     | 368,94       |
| 6        | Никольский сельсовет       | село Никольское            | 8                             | ↘1199     | 406,03       |
| 7        | Сельсовет Памяти 13 Борцов | посёлок Памяти 13 Борцов   | 5                             | ↘3118     | 1239,67      |
| 8        | Солонцовский сельсовет     | посёлок Солонцы            | 2                             | ↗7248     | 139,72       |
| 9        | Тальский сельсовет         | село Талое                 | 5                             | ↘781      | 345,87       |
| 10       | Устюгский сельсовет        | село Устюг                 | 7                             | ↘2402     | 315,90       |
| 11       | Частоостровский сельсовет  | село Частоостровское       | 6                             | ↗2257     | 342,39       |
| 12       | Шуваевский сельсовет       | село Шуваево               | 9                             | ↗6468     | 355,39       |
| 13       | Элитовский сельсовет       | посёлок Элита              | 4                             | ↗6462     | 139,66       |

Законом от 25 декабря 2018 года № 6-2401 Михайловский сельсовет был упразднен, а входившие в его состав населённые пункты были включены в состав сельсовета Памяти 13 Борцов с административным центром в посёлке Памяти 13 Борцов.

### Населённые пункты
В Емельяновском районе 64 населённых пункта.
| №  | Населённый пункт | Тип             | Население | Муниципальное образование  |
| -- | ---------------- | --------------- | --------- | -------------------------- |
| 1  | Алексеевка       | деревня         | →0        | Сельсовет Памяти 13 Борцов |
| 2  | Арей             | посёлок         | 312       | Шуваевский сельсовет       |
| 3  | Арейское         | село            | 2117      | Элитовский сельсовет       |
| 4  | Барабаново       | деревня         | ↘125      | Частоостровский сельсовет  |
| 5  | Борлок           | деревня         | 4         | Никольский сельсовет       |
| 6  | Бугачево         | деревня         | 455       | Элитовский сельсовет       |
| 7  | Булановка        | деревня         | 38        | Тальский сельсовет         |
| 8  | Весёлая Гора     | посёлок         | 0         | посёлок Емельяново         |
| 9  | Вечерницы        | деревня         | 53        | Никольский сельсовет       |
| 10 | Водораздел       | посёлок         | 0         | Зеледеевский сельсовет     |
| 11 | Гаревое          | посёлок         | 488       | Гаревский сельсовет        |
| 12 | Гладкое          | деревня         | 17        | Никольский сельсовет       |
| 13 | Гляден           | село            | 167       | Устюгский сельсовет        |
| 14 | Дрокино          | село            | 1334      | Солонцовский сельсовет     |
| 15 | Еловое           | село            | 1517      | Еловский сельсовет         |
| 16 | Емельяново       | рабочий посёлок | ↗15 649   | посёлок Емельяново         |
| 17 | Замятино         | деревня         | 256       | Шуваевский сельсовет       |
| 18 | Зеледеево        | посёлок         | 452       | Зеледеевский сельсовет     |
| 19 | Известковый      | посёлок         | 24        | Зеледеевский сельсовет     |
| 20 | Каменный Яр      | посёлок         | 405       | Мининский сельсовет        |
| 21 | Кача             | посёлок         | 314       | Зеледеевский сельсовет     |
| 22 | Красное Знамя    | деревня         | 10        | Тальский сельсовет         |
| 23 | Красный Пахарь   | посёлок         | 293       | Шуваевский сельсовет       |
| 24 | Крутая           | деревня         | 387       | посёлок Емельяново         |
| 25 | Кубеково         | деревня         | 303       | Частоостровский сельсовет  |
| 26 | Куваршино        | деревня         | 207       | Частоостровский сельсовет  |
| 27 | Логовой          | посёлок         | 523       | посёлок Емельяново         |
| 28 | Малая Еловая     | деревня         | 5         | Еловский сельсовет         |
| 29 | Малый Кемчуг     | деревня         | 96        | Сельсовет Памяти 13 Борцов |
| 30 | Медведа          | деревня         | 57        | Тальский сельсовет         |
| 31 | Минжуль          | посёлок         | 178       | Шуваевский сельсовет       |
| 32 | Минино           | посёлок         | 1975      | Мининский сельсовет        |
| 33 | Минино           | деревня         | 1067      | Элитовский сельсовет       |
| 34 | Михайловка       | село            | →0        | Сельсовет Памяти 13 Борцов |
| 35 | Мужичкино        | деревня         | 214       | посёлок Емельяново         |
| 36 | Никольское       | село            | 1061      | Никольский сельсовет       |
| 37 | Объединение      | деревня         | 11        | Устюгский сельсовет        |
| 38 | Памяти 13 Борцов | посёлок         | ↗3078     | Сельсовет Памяти 13 Борцов |
| 39 | Первомайский     | посёлок         | 299       | Гаревский сельсовет        |
| 40 | Петропавловка    | деревня         | →0        | Сельсовет Памяти 13 Борцов |
| 41 | Плоское          | деревня         | 151       | Устюгский сельсовет        |
| 42 | Погорелка        | деревня         | 183       | Устюгский сельсовет        |
| 43 | Подолка          | деревня         | 78        | Никольский сельсовет       |
| 44 | Покровка         | деревня         | 8         | Тальский сельсовет         |
| 45 | Придорожный      | посёлок         | 148       | Шуваевский сельсовет       |
| 46 | Раскаты          | деревня         | 111       | Никольский сельсовет       |
| 47 | Серебряково      | деревня         | 176       | Частоостровский сельсовет  |
| 48 | Снежница         | посёлок         | 146       | Мининский сельсовет        |
| 49 | Совхоз «Сибиряк» | село            | 3424      | Шуваевский сельсовет       |
| 50 | Солонцы          | посёлок         | 3786      | Солонцовский сельсовет     |
| 51 | Старцево         | деревня         | 480       | Шуваевский сельсовет       |
| 52 | Суханово         | деревня         | 11        | Устюгский сельсовет        |
| 53 | Сухая            | деревня         | 104       | посёлок Емельяново         |
| 54 | Сухая Балка      | посёлок         | 287       | Шуваевский сельсовет       |
| 55 | Талое            | село            | 772       | Тальский сельсовет         |
| 56 | Таскино          | деревня         | 908       | Устюгский сельсовет        |
| 57 | Творогово        | деревня         | 542       | посёлок Емельяново         |
| 58 | Тыжновка         | деревня         | 10        | Никольский сельсовет       |
| 59 | Устюг            | село            | 1022      | Устюгский сельсовет        |
| 60 | Худоногово       | деревня         | 13        | Частоостровский сельсовет  |
| 61 | Частоостровское  | село            | 1283      | Частоостровский сельсовет  |
| 62 | Шуваево          | село            | 1101      | Шуваевский сельсовет       |
| 63 | Элита            | посёлок         | 1746      | Элитовский сельсовет       |
| 64 | Ясная Поляна     | деревня         | 10        | Никольский сельсовет       |

До 1994 года в состав Частоостровского сельсовета района входила деревня Шивера, включённая в административно-территориальное подчинение администрации Железногорска Законом Красноярского края от 4 октября 1994 года № 3-51.
Упразднённые населённые пункты:
- 2001 год — посёлки Бадалык Солонцовского  сельсовета и Овинный Мининского сельсовета включены в состав Красноярска[26].

## Местное самоуправление
Емельяновский районный Совет депутатов
Дата формирования: 13.09.2020. Срок полномочий: 5 лет. Количество депутатов: 23
Председатель
- Шмик Максим Викторович[27]

Глава Емельяновского района
- Дамов Сергей Викторович. Дата избрания: 24.05.2024. Срок полномочий: пять лет.[28][29].

## Экономика
Промышленность района представлена предприятиями сельского и лесного хозяйства, машиностроения. Среди них — ОАО «Красноярский завод тяжелых экскаваторов», ОАО «Техник», ООО «Емельяновское», птицефабрика «Заря», ЗАО «Частоостровское», ЗАО «Соболевское», племзавод «Элита».
Кроме того, на территории района действуют 4 предприятия лесной промышленности, в том числе ЗАО «КЛМ Ко». Эксплуатационный запас леса в районе составляет 39769,5 тыс. м³, ликвидный равен 38438,1 тыс. м³. Ежегодно отпускается в среднем 147,1 тыс. м³ древесины различных категорий.
Важное место в экономике района занимает лэнд-девелопмент и девелопмент в сегменте коттеджного строительства и малоэтажного строительства блокированных жилых домов.
Основное место в экономике района занимают предприятия сельского хозяйства.
Значительную часть бюджета района пополняет земельный налог и налог на имущество.

## Транспорт
Протяженность автомобильных дорог 385,8 километров, из них асфальтированных 282,6 километра (2005 год).
В пяти км от районного центра — аэропорты Красноярск и Черемшанка.

## Образование
В Емельяновском районе 32 общеобразовательных школы, в которых обучается 4682 детей (2006 год), 17 детских дошкольных учреждений, в которых воспитывается 1007 детей. 25 общественных библиотек.

## Здравоохранение
На территории района действуют МБУЗ «Емельяновская ЦРБ» (Центральная районная больница).
Официальный сайт www.emcrb.ru
Ведётся запись на приём к врачу по интернету и через терминал «Платёжка»
Стеклозаводская городская и Устюгская участковая больницы, на 25 коек каждая. Четыре врачебные амбулатории — в п. Элита, Частоостровское, Солонцы и Никольское, 34 фельдшерско-акушерских пункта (ФАП).

## Спорт
На окраине п. Логового — гоночная трасса «Красное кольцо», в рп. Емельяново Верховое отделение Емельяновского ипподрома «Мустанг», в д. Мужичкино частный конно-спортивный клуб «Рада».